# جرج سیگمن
جُرج سیگمن (انگلیسی: George Siegmann؛ ۸ فوریهٔ ۱۸۸۲ – ۲۲ ژوئن ۱۹۲۸) یک هنرپیشه اهل ایالات متحده آمریکا بود.

## گزیده فیلمشناسی
از فیلم‌ها یا برنامه‌های تلویزیونی که وی در آن نقش داشته‌است می‌توان به آثار زیر اشاره کرد.
- تولد یک ملت (۱۹۱۵)
- تعصب (فیلم ۱۹۱۶) (۱۹۱۶)
- عشق بزرگ (فیلم ۱۹۱۸) (۱۹۱۸)
- ملکه سبا (فیلم ۱۹۲۱) (۱۹۲۱)
- سه تفنگدار (فیلم ۱۹۲۱) (۱۹۲۱)
- الیور توئیست (فیلم ۱۹۲۲) (۱۹۲۲)
- آنا کریستی (فیلم ۱۹۲۳) (۱۹۲۳)
- وحی (فیلم ۱۹۲۴) (۱۹۲۴)
- منهتن (فیلم ۱۹۲۴) (۱۹۲۴)
- جمع اضداد محال است (۱۹۲۵)
- شاهنشاه (فیلم ۱۹۲۷) (۱۹۲۷)
- آسیاب سرخ (۱۹۲۷)
- گربه و قناری (فیلم ۱۹۲۷) (۱۹۲۷)
- کلبه عمو تام (فیلم ۱۹۲۷) (۱۹۲۷)
- مردی که می‌خندد (فیلم ۱۹۲۸) (۱۹۲۸) (آخرین نقش سینمایی)